# Premio Nébula a la mejor novela corta
El Premio Nebula a la mejor novela corta (Nebula Award for Best Novella) es un premio literario otorgado anualmente desde 1965 por la Asociación de escritores de ciencia ficción y fantasía de Estados Unidos (SFWA) a obras de ciencia ficción o de fantasía de entre 17.500 y 40.000 palabras de extensión.

## Ganadores
En la siguiente tabla los años corresponden al periodo de publicación considerado de las obras candidatas al premio, y no al del anuncio del premio (que suele realizarse el año posterior). En las obras que no han sido traducidas al español se utiliza el título en inglés. En el caso de existir varias traducciones se ha intentado elegir el título de la traducción más conocida.
| Año           | Título                                                      | Autor                             |
| ------------- | ----------------------------------------------------------- | --------------------------------- |
| 1965 Ex-aequo | El árbol de saliva                                          | Brian W. Aldiss                   |
| 1965 Ex-aequo | El que da forma                                             | Roger Zelazny                     |
| 1966          | El último castillo                                          | Jack Vance                        |
| 1967          | He aquí el hombre                                           | Michael Moorcock                  |
| 1968          | El vuelo del dragón                                         | Anne McCaffrey                    |
| 1969          | Un muchacho y su perro                                      | Harlan Ellison                    |
| 1970          | Aciago encuentro en Lankhmar                                | Fritz Leiber                      |
| 1971          | The Missing Man                                             | Katherine MacLean                 |
| 1972          | Cita con Medusa                                             | Arthur C. Clarke                  |
| 1973          | La muerte del doctor Isla                                   | Gene Wolfe                        |
| 1974          | Nacidos con los muertos                                     | Robert Silverberg                 |
| 1975          | El regreso del verdugo                                      | Roger Zelazny                     |
| 1976          | Houston, Houston, ¿me recibe?                               | James Tiptree, Jr.                |
| 1977          | Danza estelar                                               | Spider Robinson y Jeanne Robinson |
| 1978          | La persistencia de la visión                                | John Varley                       |
| 1979          | Enemigo mío                                                 | Barry B. Longyear                 |
| 1980          | El tapiz del unicornio                                      | Suzy McKee Charnas                |
| 1981          | El juego de Saturno                                         | Poul Anderson                     |
| 1982          | Another Orphan                                              | John Kessel                       |
| 1983          | Lucha cruenta                                               | Greg Bear                         |
| 1984          | Pulse Enter■                                                | John Varley                       |
| 1985          | Rumbo a Bizancio                                            | Robert Silverberg                 |
| 1986          | D&D                                                         | Lucius Shepard                    |
| 1987          | El geómetra ciego                                           | Kim Stanley Robinson              |
| 1988          | La última autocaravana                                      | Connie Willis                     |
| 1989          | Las montañas de la aflicción                                | Lois McMaster Bujold              |
| 1990          | El engaño Hemingway                                         | Joe Haldeman                      |
| 1991          | Mendigos en España                                          | Nancy Kress                       |
| 1992          | City of Truth                                               | James K. Morrow                   |
| 1993          | La noche que enterramos al Perro Rutero                     | Jack Cady                         |
| 1994          | Siete vistas de la garganta Olduvai                         | Mike Resnick                      |
| 1995          | Last Summer at Mars Hill                                    | Elizabeth Hand                    |
| 1996          | Da Vinci Rising                                             | Jack Dann                         |
| 1997          | Abandon in Place                                            | Jerry Oltion                      |
| 1998          | Reading the Bones                                           | Sheila Finch                      |
| 1999          | La historia de tu vida                                      | Ted Chiang                        |
| 2000          | Goddesses                                                   | Linda Nagata                      |
| 2001          | La Tierra definitiva                                        | Jack Williamson                   |
| 2002          | Bronte's Egg                                                | Richard Chwedyk                   |
| 2003          | Coraline                                                    | Neil Gaiman                       |
| 2004          | La plaga del leopardo verde                                 | Walter Jon Williams               |
| 2005          | Magia para principiantes                                    | Kelly Link                        |
| 2006          | Burn                                                        | James Patrick Kelly               |
| 2007          | Fuente de la vejez                                          | Nancy Kress                       |
| 2008          | The Spacetime Pool                                          | Catherine Asaro                   |
| 2009          | The Women of Nell Gwynne's                                  | Kage Baker                        |
| 2010          | The Lady Who Plucked Red Flowers Beneath the Queen's Window | Rachel Swirsky                    |
| 2011          | The Man Who Bridged the Mist                                | Kij Johnson                       |
| 2012          | After the Fall, Before the Fall, During the Fall            | Nancy Kress                       |
| 2013          | The Weight of the Sunrise                                   | Vylar Kaftan                      |
| 2014          | Yesterday's Kin                                             | Nancy Kress                       |
| 2015          | Binti                                                       | Nnedi Okorafor                    |
| 2016          | Cada corazón, un umbral                                     | Seanan McGuire                    |
| 2017          | Sistemas críticos                                           | Martha Wells                      |
| 2018          | The Tea Master and the Detective                            | Aliette de Bodard                 |
| 2019          | This Is How You Lose the Time War                           | Amal El-Mothar y Max Gladstone    |

## Otras categorías de los premios Nébula
- Premio Nébula a la mejor novela
- Premio Nébula al mejor relato
- Premio Nébula al mejor relato corto
- Premio Nébula al mejor guion